# Цзимэй
Цзимэ́й (кит. упр. 集美, пиньинь Jíměi) — район городского подчинения города субпровинциального значения Сямэнь провинции Фуцзянь (КНР).

## История
Исторически эти места были частью уезда Тунъань (同安县). В 1953 году посёлок Цзимэй был передан под юрисдикцию властей Сямэня. В январе 1958 года был создан Пригородный район (郊区), и эти места вошли в его состав.
В августе 1987 года Пригородный район был расформирован, а на его месте были образованы районы Хули и Цзимэй.
Постановлением Госсовета КНР от 26 апреля 2003 года к району Цзимэй была присоединена часть территории расформированного района Синлинь (杏林区).

## Административное деление
Район делится на  4 уличных комитета и 2 посёлка.